# Patrocle de Troyes
Pour les articles homonymes, voir Patrocle (homonymie).

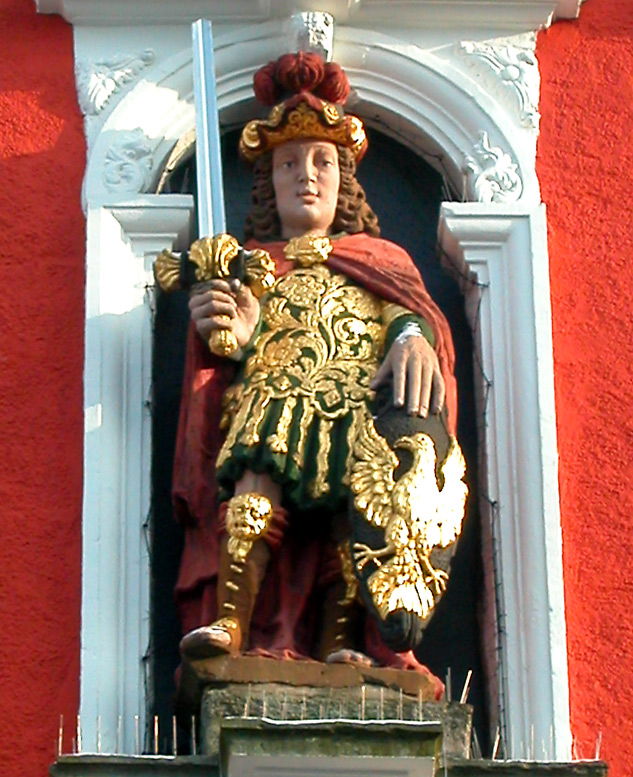
Statuette de saint Patrocle sur la façade de l'hôtel de ville de Soest, en Westphalie.

Patrocle (en latin : Patroclus, en vieux-français : Parre ou Parres) est un saint des premiers temps de l'Église mort martyrisé à Troyes en 259. Il ne doit pas être confondu avec le saint de l'époque mérovingienne Patrocle de Bourges.

## Hagiographie
Jeune homme chrétien d'une famille aisée et natif de Troyes, en Gaule, Patrocle se fait connaître par sa bonne conduite et sa charité. Ses actes relatent qu'il a été arrêté pour sa foi pendant les persécutions de l'empereur Valérien. Il aurait converti saint Savinien.
Ses bourreaux le jettent dans la Seine, mais le saint réussit à s'échapper. Il est rattrapé et décapité dans sa ville natale, ou sur une colline (renommée depuis Saint-Parres-aux-Tertres) à deux kilomètres plus loin.

## Culte
En 960, Bruno de Cologne opère la translation de ses restes mortels et les dépose en 964 à la collégiale de Soest, dédiée au saint. Saint Patrocle y est encore beaucoup vénéré aujourd'hui. Sa mémoire liturgique se fête le 21 janvier.

## Iconographie
Saint Patrocle est le plus souvent représenté sous l'aspect d'un soldat, avec un poisson portant une perle dans la bouche. Il était invoqué autrefois contre les fièvres.